# Giuseppe Marchi (calciatore)
Giuseppe Marchi (Reggio nell'Emilia, 22 febbraio 1904 – Fiorenzuola d'Arda, 17 luglio 1967) è stato un calciatore e allenatore di calcio italiano, di ruolo centrocampista.

## Carriera

### Calciatore
Cresciuto nella Reggiana, vi esordisce nel campionato di Prima Categoria 1920-1921, disputando 6 stagioni in maglia granata e conquistando nel 1924 la promozione in Prima Divisione dopo lo spareggio vinto contro l'Olympia Fiume. Nel campionato 1926-1927, dopo aver disputato una partita con la Reggiana, viene acquistato dal Milan, militante nel campionato di Divisione Nazionale: debutta con i rossoneri il 3 ottobre 1926, nella sconfitta interna con la Sampierdarenese, e vi rimane per sette stagioni, nelle quali si mette in mostra come mediano combattivo, in grado anche di impostare il gioco.
Nel 1933, dopo due stagioni in cui è poco utilizzato in maglia rossonera, si trasferisce ai Vigevanesi e l'anno successivo al Catania, giocando in entrambe le stagioni in Serie B. Nel 1935, ormai trentunenne, fa ritorno alla Reggiana, per due campionati di Serie C, prima di chiudere la carriera nel 1937.
In carriera ha collezionato 67 presenze con un gol in Divisione Nazionale, e 64 presenze con un gol in Serie A.

### Allenatore
Da allenatore ha esordito sulla panchina del Fanfulla, ottenendo la promozione nel campionato di Serie C 1937-1938 (dopo lo spareggio con il Piacenza). Allena la formazione lodigiana anche nei successivi campionati cadetti, e nel 1941 passa sulla panchina della Pavese Luigi Belli, in Serie C. In seguito allena le giovanili dell'Ambrosiana-Inter fino al 1944.
Dopo la guerra ha guidato il Piacenza nel campionato di Serie B 1946-1947, e la SPAL nel successivo campionato cadetto. Nel 1948 ritorna sulla panchina del Piacenza, in Serie C, ottenendo la salvezza in extremis. Dopo aver allenato il Luino, all'inizio della stagione 1950-1951, si stabilisce definitivamente nel Piacentino, dove ha allenato la prima squadra del Fiorenzuola, militante nei campionati dilettantistici, ricoprendo anche l'incarico di osservatore e responsabile del vivaio.

## Statistiche

### Presenze e reti nei club
| Stagione        | Squadra         | Campionato      | Campionato | Campionato | Coppe nazionali | Coppe nazionali | Coppe nazionali | Coppe continentali | Coppe continentali | Coppe continentali | Altre coppe | Altre coppe | Altre coppe | Totale | Totale |
| Stagione        | Squadra         | Comp            | Pres       | Reti       | Comp            | Pres            | Reti            | Comp               | Pres               | Reti               | Comp        | Pres        | Reti        | Pres   | Reti   |
| --------------- | --------------- | --------------- | ---------- | ---------- | --------------- | --------------- | --------------- | ------------------ | ------------------ | ------------------ | ----------- | ----------- | ----------- | ------ | ------ |
| 1926-1927       | Milan           | DN              | 20         | 1          | CI              | 1               | 0               | -                  | -                  | -                  | -           | -           | -           | 21     | 1      |
| 1927-1928       | Milan           | DN              | 22         | 0          | -               | -               | -               | -                  | -                  | -                  | -           | -           | -           | 22     | 0      |
| 1928-1929       | Milan           | DN              | 25         | 0          | -               | -               | -               | -                  | -                  | -                  | CEC         | 2           | 0           | 27     | 0      |
| 1929-1930       | Milan           | A               | 30         | 0          | -               | -               | -               | -                  | -                  | -                  | -           | -           | -           | 30     | 0      |
| 1930-1931       | Milan           | A               | 24         | 0          | -               | -               | -               | -                  | -                  | -                  | -           | -           | -           | 24     | 0      |
| 1931-1932       | Milan           | A               | 2          | 1          | -               | -               | -               | -                  | -                  | -                  | -           | -           | -           | 2      | 1      |
| 1932-1933       | Milan           | A               | 8          | 0          | -               | -               | -               | -                  | -                  | -                  | -           | -           | -           | 8      | 0      |
| Totale Milan    | Totale Milan    | Totale Milan    | 131        | 2          |                 | 1               | 0               |                    | -                  | -                  |             | 2           | 0           | 134    | 2      |
| Totale carriera | Totale carriera | Totale carriera | ?          | ?          |                 | ?               | ?               |                    | ?                  | ?                  |             | ?           | ?           | ?      | ?      |

## Palmarès

### Allenatore

#### Competizioni provinciali
- Seconda Divisione: 1

Fiorenzuola: 1952-1953

#### Competizioni regionali
- Prima Divisione: 1

Fiorenzuola: 1953-1954

#### Competizioni nazionali
- Serie C: 1

Fanfulla: 1937-1938